# Basale Aktionsgeschichte
Die Basalen Aktionsgeschichten (BAG) (von lat. basal = grundlegend und voraussetzungslos) bilden den Kernbestandteil eines förderpädagogischen Konzepts, mit dem Bildungsinhalte in elementarisierter Form für Menschen mit schwerer Behinderung zugänglich gemacht werden können. Dies erfolgt in der Regel durch den Einsatz sensorisch wie sprachlich immersiver Vorlese- und Mitmachgeschichten.

## Grundlagen
Die dem Konzept zu Grunde liegende Kernfrage lautet: „Wie lassen sich – zeitgleich – (anspruchsvolle) Bildungsinhalte vermitteln und wahrnehmungsorientierte Förderungen anbieten?“
Im Hinblick auf diese Frage verbindet das Konzept Elemente der Kommunikationsförderung (insbesondere der Unterstützten Kommunikation), der Wahrnehmungsförderung im Sinne der Sensorischen Integration sowie der Strukturierung von Inhalten (auch im Sinne einer Förderung bei Autismus-Spektrums-Störung) mit dem einer erzählten Geschichte zu Grunde liegenden Bildungsinhalt.
Die Vermittlung folgt einer strukturierten, mehrdimensionalen Vorgehensweise, bei der die Bildungsinhalte pyramidal vermittelt werden, ausgehend von einer wahrnehmungsorientierten, basal-erlebenden Ebene bis hin zur Ebene der aktiven kognitiven Auseinandersetzung. Durch diese breit angelegte Vermittlung des Inhalts eignen sich die Basalen Aktionsgeschichten sowohl für die Arbeit im intensivpädagogischen Förderbereich als auch für den Einsatz mit heterogenen Lerngruppen, z. B. im Rahmen des Inklusionsunterrichts.

## Aufbau
Jede Basale Aktionsgeschichte setzt sich aus den folgenden Bausteinen zusammen:
1. Elementarisierter Bildungsinhalt[2]
2. Unterstützte Kommunikation (u. a. Gebärden, Einsatz von elektronischen Kommunikationshilfen, Berücksichtigung von Kernvokabular nach Boenisch/Sachse)[3][4]
3. Wahrnehmungsförderung und Sensorische Integration
4. Strukturelle, handlungsorientierte Gliederung einschließlich Wiederholungen
5. TEACCH und PECs als optionale Bausteine

Die Geschichten folgen einer strengen, rhythmisierten Struktur, die von unterschiedlichen, sich teilweise wiederholenden Handlungs- und Kommunikationsmöglichkeiten geprägt sind. Teilweise werden zusätzliche Entwicklungsaspekte berücksichtigt, z. B. durch Einbindung von Impulsen zur motorischen Aktivierung.
Eine Tasche (engl.: bag) mit Kommunikations- und Wahrnehmungsmaterialien birgt den Materialpool für die Geschichten.